# Beladice
Beladice é um município da Eslováquia, situado no distrito de Zlaté Moravce, na região de Nitra. Tem 22,41 km² de área e sua população em 2018 foi estimada em 1.665 habitantes.

## Demografia
| Ano:        | 1994 | 2004   | 2014   | 2024    |
| ----------- | ---- | ------ | ------ | ------- |
| Broj ljudi: | 1544 | 1519   | 1603   | 1768    |
| Razlika:    |      | -1,61% | +5,52% | +10,29% |

| Ano:               | 2023 | 2024   |
| ------------------ | ---- | ------ |
| Número de pessoas: | 1723 | 1768   |
| Diferença:         |      | +2,61% |